# L'Homme de Berlin
Pour plus de détails, voir Fiche technique et Distribution.
L'Homme de Berlin (titre original : The Man Between) est un film d'espionnage britannique réalisé par Carol Reed, sorti en 1953.
Le film suit une femme britannique en visite dans le Berlin d'après-guerre, qui est prise contre son gré dans un réseau d'espionnage faisant entrer et sortir clandestinement des documents secrets du bloc de l'Est.

## Synopsis
Susanne Mallison arrive à l'aéroport de Tempelhof à Berlin-Ouest et parcourt la ville ravagée par la guerre avec sa belle-sœur Bettina en se rendant notamment sur les ruines du Reichstag. Après avoir passé la nuit à faire la fête dans un cabaret, elles prévoient de visiter le secteur est le lendemain. Arrivé à la Porte de Brandebourg, les deux sœurs montrent leurs papiers et passent la barrière pour découvrir que l'ambiance est radicalement différente. D'immenses affiches de Staline décorent presque tous les bâtiments pour masquer l'état de ruines de ces derniers et il y a presque partout des gravats qui jonchent les routes et les trottoirs. Dans un café, elles croisent Ivo Kern avec qui elles bavardent brièvement, apprenant entre autres que Bettina et lui se connaissent déjà. De retour à l'ouest, Susanne rend visite à Martin, son frère, qui est le mari de Bettina. Martin est un militaire qui supervise le service de l'approvisionnement en vivre de la ville. Plus tard, Susanne commence à sortir avec Ivo, qu'elle trouve charmant. Ce dernier vient la chercher pour aller patiner mais à chacune de leurs rencontres, ils sont suivis par un espion qui les observe de loin.
Après une discussion avec Ivo, Bettina avoue à Martin et à Susanne qu'elle a été mariée avec lui jusqu'en 1943. Plus tard, Martin et un ami complotent pour kidnapper Ivo mais ce dernier se doutant d'un piège, déjoue leur machination. À la suite d'un quiproquo, c'est Susanne qui finit par être enlevée dans une voiture par l'espion Hallendar. Ivo se dispute alors avec lui en disant qu'il a kidnappé la mauvaise femme. Il explique à l'Anglaise choquée qu'il est un ancien avocat qui a participé aux atrocités nazies. Il vend maintenant son expertise et connaissances aux espions du KGB pour kidnapper et transporter certains agents de l'Ouest derrière le Rideau de Fer. En réalité, Ivo souhaite déménager à l'Ouest mais il est gêné par son passé criminel et avoue également avoir simulé une romance avec Suzanne comme moyen de saisir sa cible d'enlèvement, qui devait lui rapporter suffisamment d'argent pour partir définitivement.
Ivo imagine alors un plan pour ramener Susanne et faire passer cela comme un sauvetage des griffes communistes, ce qui impressionnera les autorités occidentales. Malgré sa façade égoïste et sombre, Susanne tombe amoureuse de lui, expliquant qu'elle peut voir l'humanité au plus profond de son être. Dans leur tentative d'évasion, un jeune garçon allemand de l'est, dont s'occupe avec gentillesse Ivo, les accompagne et Ivo avoue presque son affection pour Susanne à une occasion mais il ramène la conversation sur son passé sordide et leur situation présente critique. Plus tard, ils évitent de justesse la capture et errent dans les ruines de Berlin-Est, essayant de monter dans un train de marchandise à la Friedrichstrasse mais les nombreux contrôles d'identité les en empêchent. Ils sabotent alors un groupe électrogène pour éteindre les lumières afin de traverser les lignes de rails. Après cela, ils trouvent un appartement pour passer la nuit et Ivo et Suzanne s'embrassent pour la première fois et il est sous-entendu qu'ils couchent ensemble. Plus tard, le jeune garçon arrive à l'appartement avec un camion de blanchisserie conduit par Kastner. Ils se cachent à l'arrière alors qu'il se dirige vers le point de passage entre l'Ouest et l'Est. Alors qu'ils ne sont qu'à quelques mètres du passage, le camion tombe subitement en panne. Kastner le fait redémarrer mais pas sans avoir attiré l'attention des gardes-frontières. Ce derniers s'approchent du véhicule mais Ivo saute de l'arrière pour s'enfuir mais est immédiatement poursuivi. 
Finalement, le camion redémarre enfin et alors qu'il commence à traverser la zone neutre, Ivo essaie d'atteindre l'arrière où Suzanne lui tend la main pour le faire monter mais il est abattu par les gardes et meurt après s'être sacrifié pour les sauver.

## Fiche technique
- Titre : L’Homme de Berlin
- Titre original : The Man Between
- Réalisation : Carol Reed
- Scénario : Harry Kurnitz et Eric Linklater (non crédité), d'après une histoire de Walter Ebert (non crédité)
- Musique : John Addison
- Photographie : Desmond Dickinson, assisté de Denys Coop (cadreur)
- Décors : Andrej Andrejew
- Montage : Bert Bates
- Production : Carol Reed et Hugh Perceval, pour British Lion Film Corporation et London Film Productions
- Pays d'origine :  Royaume-Uni
- Langues : anglais, allemand, russe
- Format : Noir et Blanc - 1,37:1 - Mono
- Genre : Drame
- Durée : 100 minutes
- Dates de sortie :
  - 2 novembre 1953 : Royaume-Uni
  - 18 novembre 1953 : États-Unis (New York)
  - 11 décembre 1953 : France
- Affiche : Marcel Jeanne (France)

## Distribution
- James Mason : Ivo Kern
- Claire Bloom : Susanne Mallison
- Hildegard Knef : Bettina Mallison
- Geoffrey Toone : Martin Mallison
- Aribert Wäscher : Halendar
- Ernst Schröder : Olaf Kastner
- Dieter Krause : Horst
- Hilde Sessak : Lizzi
- Karl John : l'inspector Kleiber
- Ljuba Welitsch : la chanteuse d'opéra, Salomé
- Reinhard Kolldehoff : un policier sur la ligne de séparation

## Récompenses et distinctions
- National Board of Review (USA) 1953, Prix du meilleur acteur (partagé) pour James Mason.